# Flintholm Sogn
Flintholm Sogn 

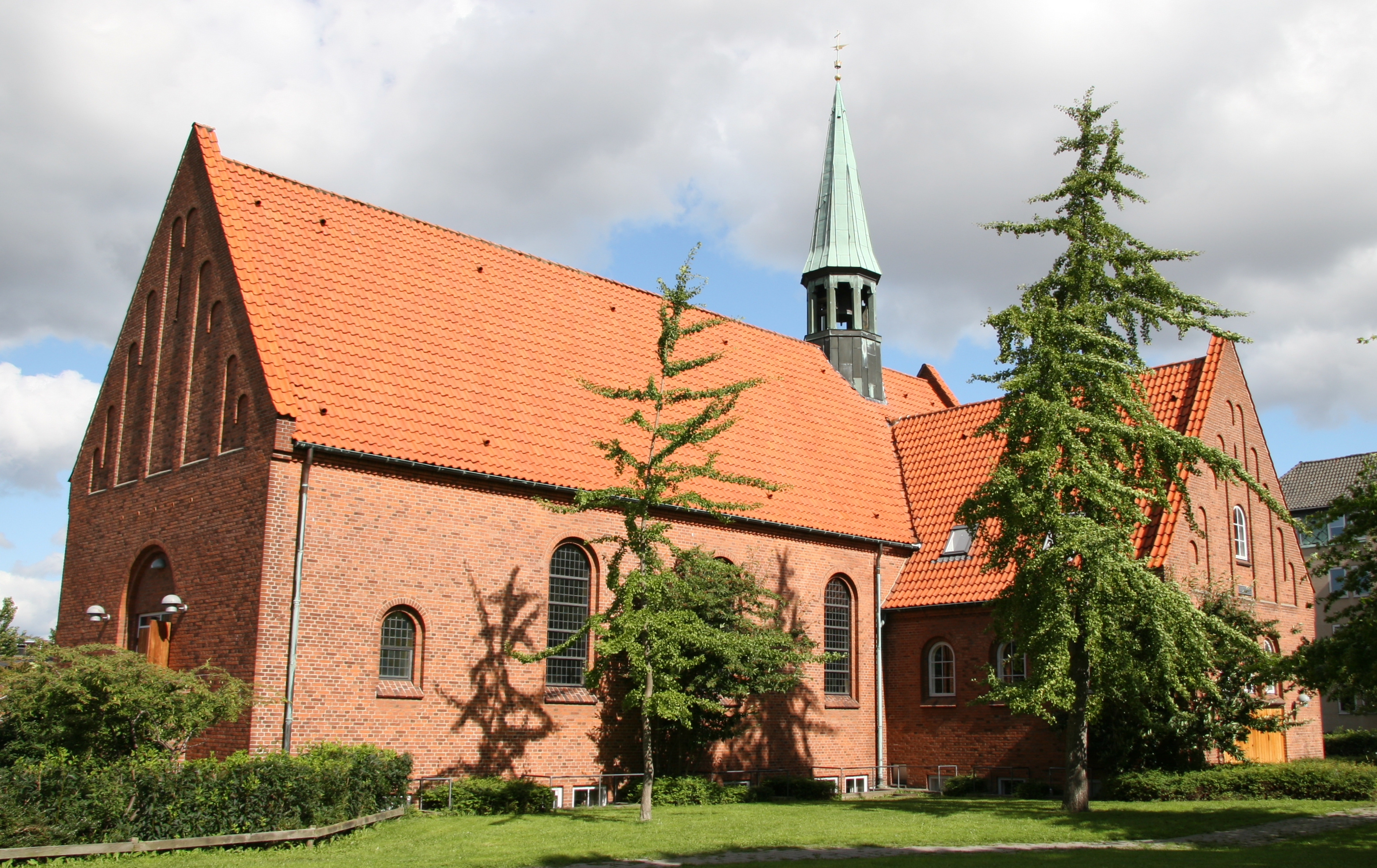
Flintholm Kirke

ist eine Kirchspielsgemeinde (dän.: Sogn) in der Stadt Frederiksberg im Nordosten der dänischen Insel Sjælland.
Bis 1970 gehörte sie zur Harde Sokkelund Herred im damaligen Københavns Amt, danach zur amtsfreien Frederiksberg Kommune, die im Zuge der  Kommunalreform zum 1. Januar 2007 Teil der Region Hovedstaden geworden ist.
Von den 104.664 Einwohnern von Frederiksberg leben 10.239 im Kirchspiel Flintholm (Stand: 1. Januar 2023). Im Kirchspiel liegt die Kirche „Flintholm Kirke“.
Nachbargemeinden sind im Osten Lindevang Sogn und Frederiksberg Slotssogn, ferner in der Frederiksberg umgebenden København Kommune (dt.: Kopenhagen) im Süden Timotheus Sogn, im Westen Aalholm Sogn und im Nordwesten Hyltebjerg Sogn.